# Johanna-Spyri-Museum

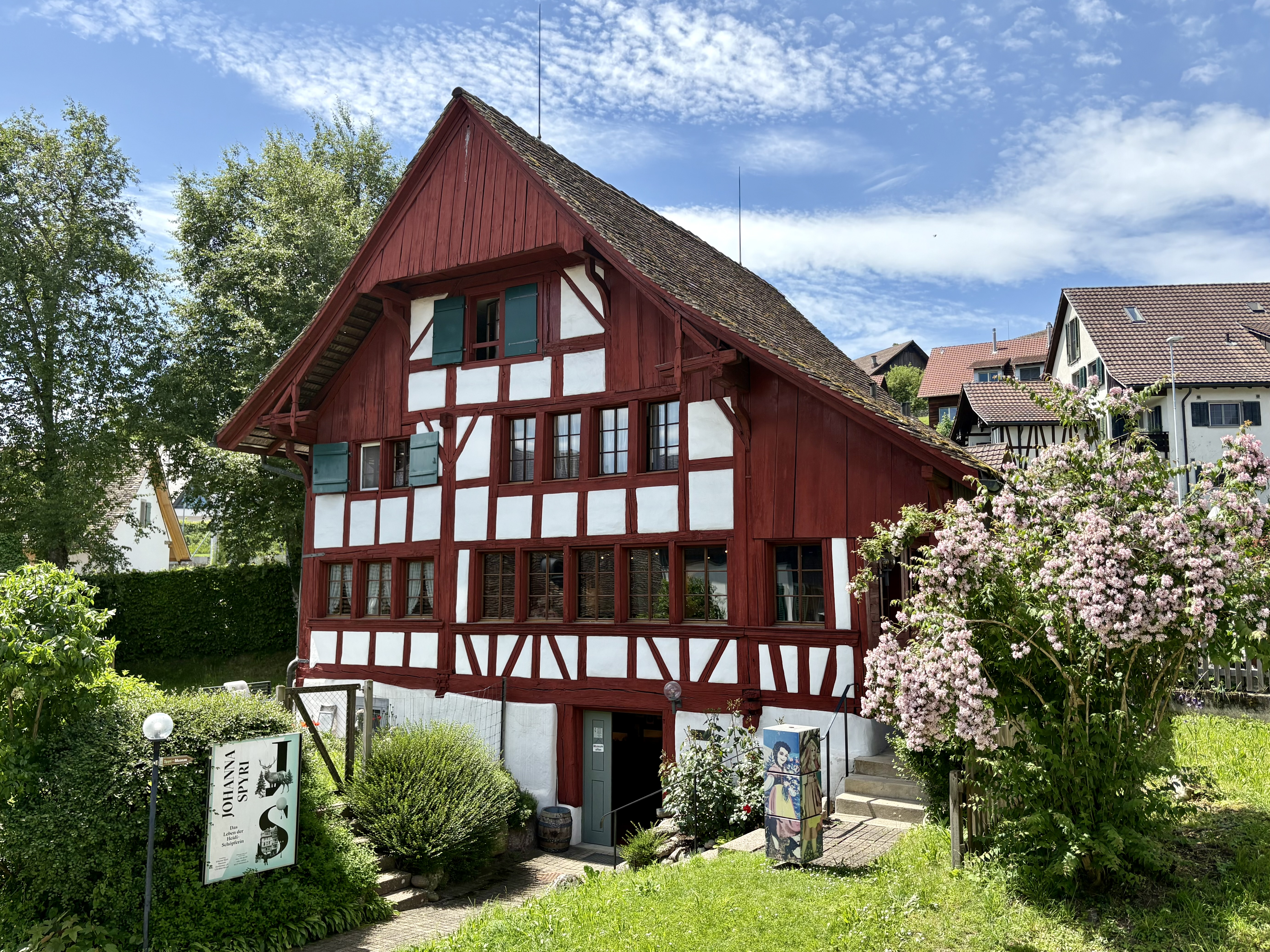
Das alte Schulhaus, heute das Museum

Das Johanna-Spyri-Museum steht an der Dorfstrasse 48 in der Ortschaft Hirzel, Teil der Gemeinde Horgen am Zürichsee in der Schweiz. Es ist dem Leben und Werk der Schriftstellerin Johanna Spyri geb. Heusser gewidmet, Autorin der Heidi-Bücher.

## Gründung
Das Museum wurde 1981 vom Lehrer Jürg Winkler (1929–2013) anlässlich des 80. Todestags der Schriftstellerin gegründet. Hanni Heusser, so Johanna Spyris Name als Kind, besuchte den Unterricht im Dorfschulhaus aus dem Jahr 1660, in dem heute das Museum untergebracht ist.

## Geschichte
Anfänglich war das Museum nur sonntags geöffnet und wurde von Freiwilligen betreut. Der Eintritt war frei. Die Miete wurde von der Gemeinde finanziert, Personalkosten und materielle Anschaffungen durch Spenden. Eine Zeitlang diente das Museum als Lokalität für Ziviltrauungen mit Apéro, auch die Bibliothek und die Ludothek waren darin untergebracht. Später kam der ausgebaute Keller im Parterre dazu.
Ausgestellt waren damals Porträts, Dokumente und Gegenstände von Johannas Familie, unter der Treppe zeigte eine kleine Alpenwelt Heidis Welt in den Bergen. 
Einmal jährlich konnten Künstlerinnen und Künstler mit einem Bezug zum Dorf ihre Werke ausstellen. Auch Feierlichkeiten zu Johanna Spyris 100. Todestag und dem 25-jährigen Bestehen des Museums fanden statt.
Um die Jahrtausendwende entschieden die Verantwortlichen, auch Schulklassen zu empfangen und das Thema «Johanna Spyri und Heidi» mit Einblicken in das Leben des 19. Jahrhunderts zu verbinden. 2016 wurde durch ein neues Konzept der Fokus weg von der Heidi-Figur vermehrt auf Johanna Spyri gelegt. Das Erdgeschoss ist Spyris Herkunft und Kindheit gewidmet. Das Obergeschoss besteht vorwiegend aus dem ehemaligen Schulzimmer, wo Spyris Wirken als Schriftstellerin thematisiert wird.
Biografische Elemente wie Dokumente, Originalobjekte, zahlreiche Bilder der Familienmitglieder und weitere Zeugnisse sollen Spyris Leben und Schaffen erfahrbar machen. Ausgestellt ist auch ein Rollstuhl, wie er im Heidi-Buch eine wesentliche Rolle spielt. Weiter sind Spyris sämtliche Werke zu sehen. Ein kleiner Shop bietet Postkarten, Buchzeichen, Merchandise-Artikel und eine Auswahl an vergriffenen Büchern von Johanna Spyri an.

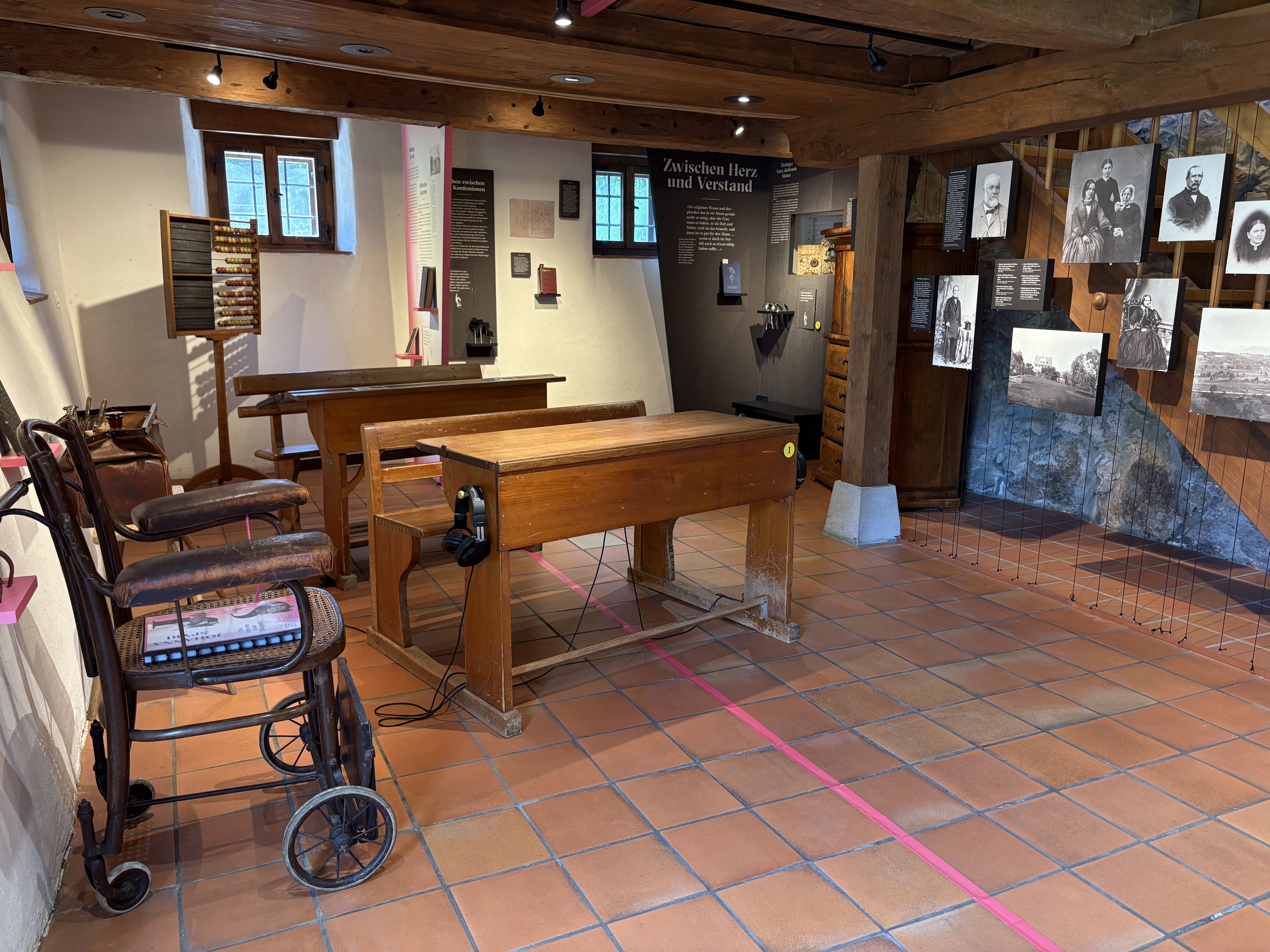
Im Erdgeschoss
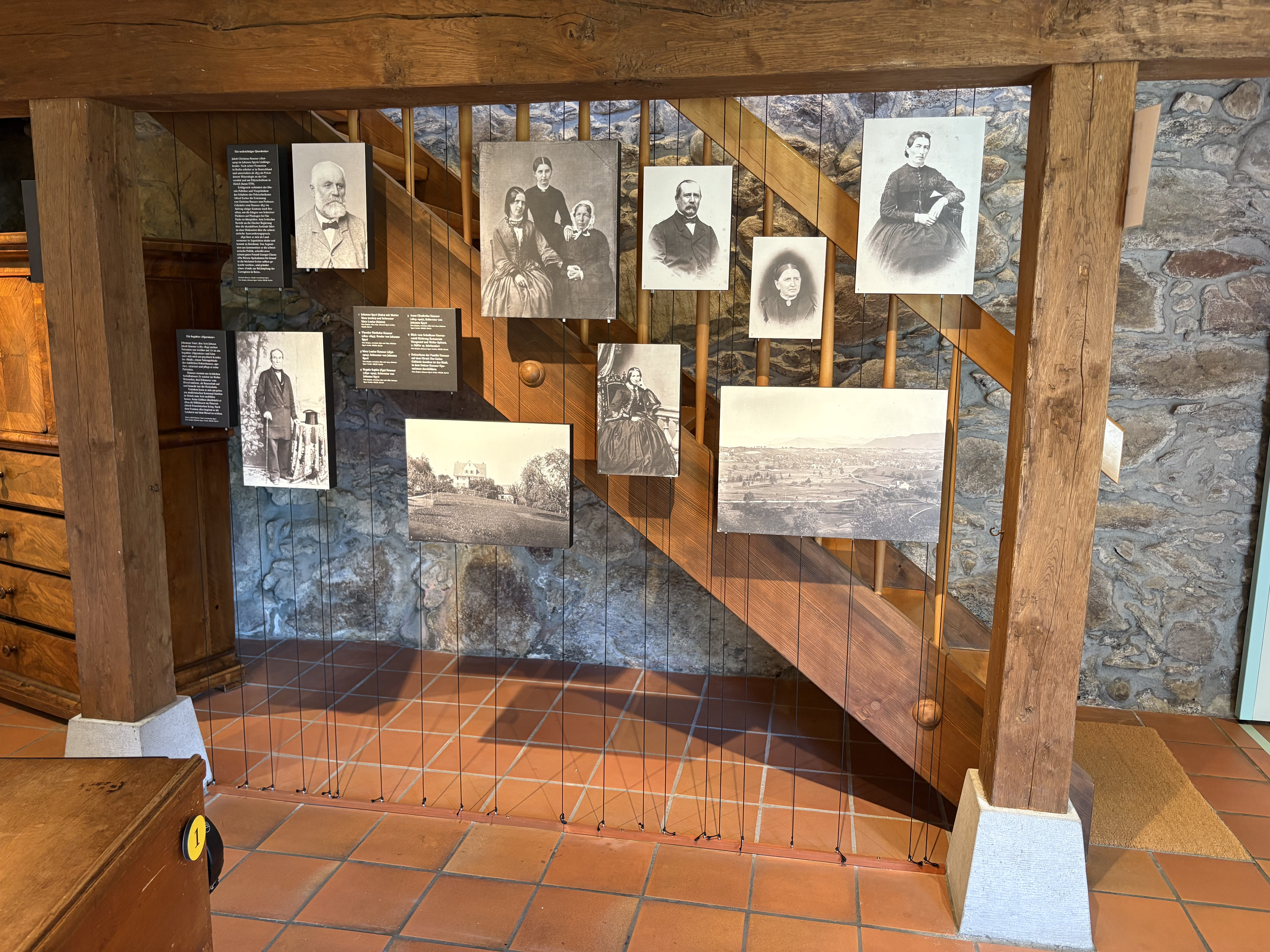
Familienbilder
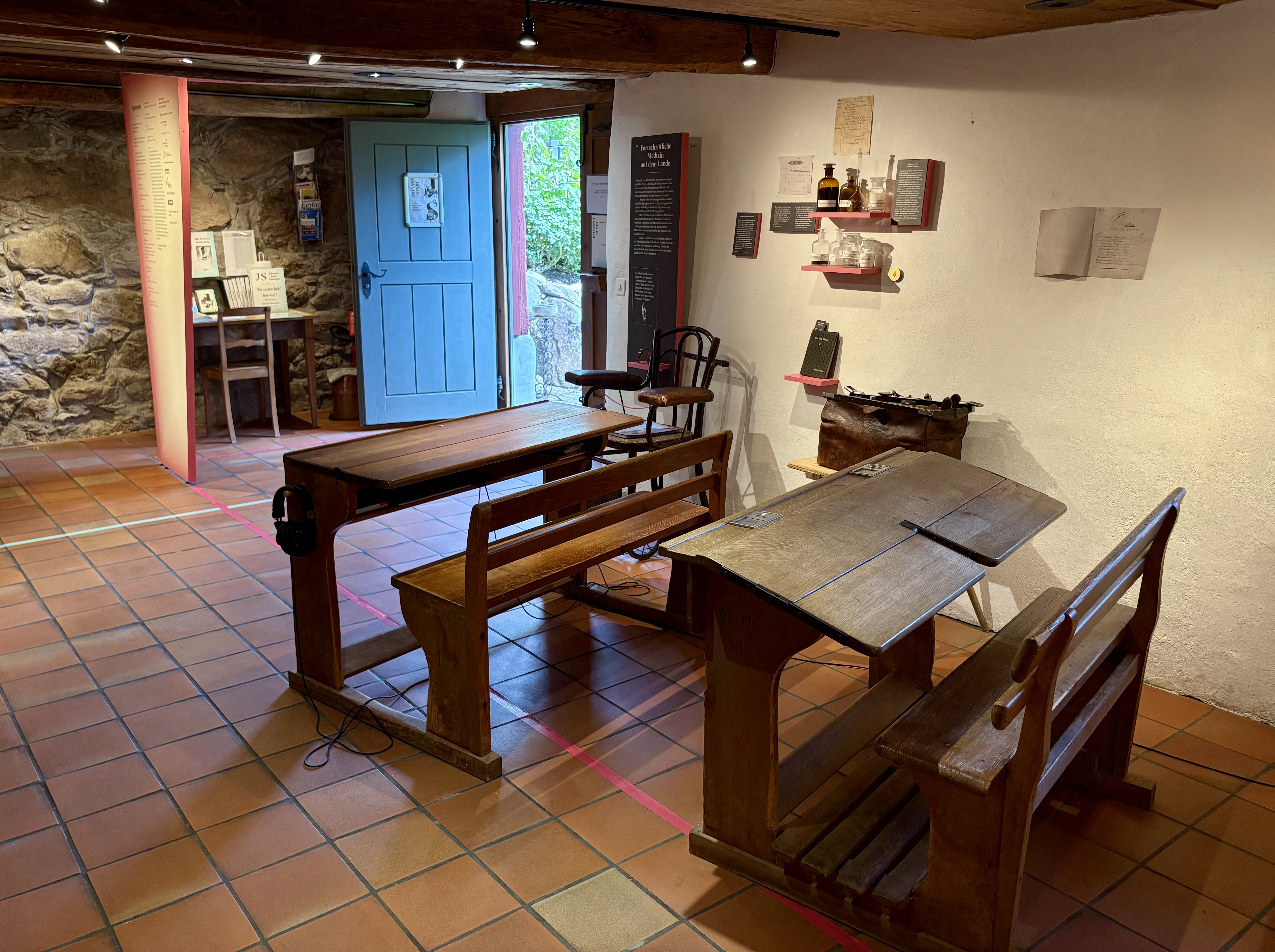
Schulbänke
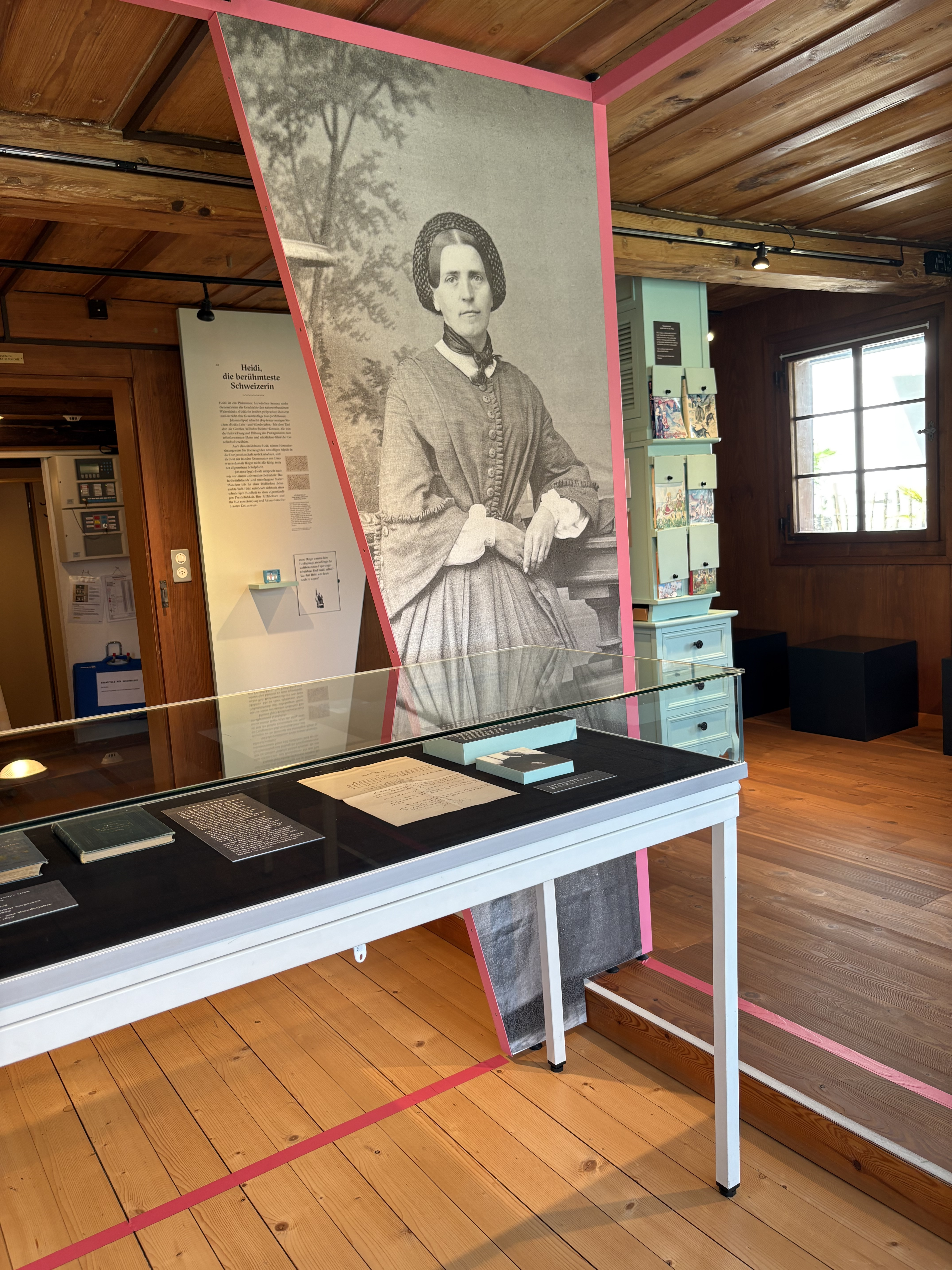
Im Obergeschoss
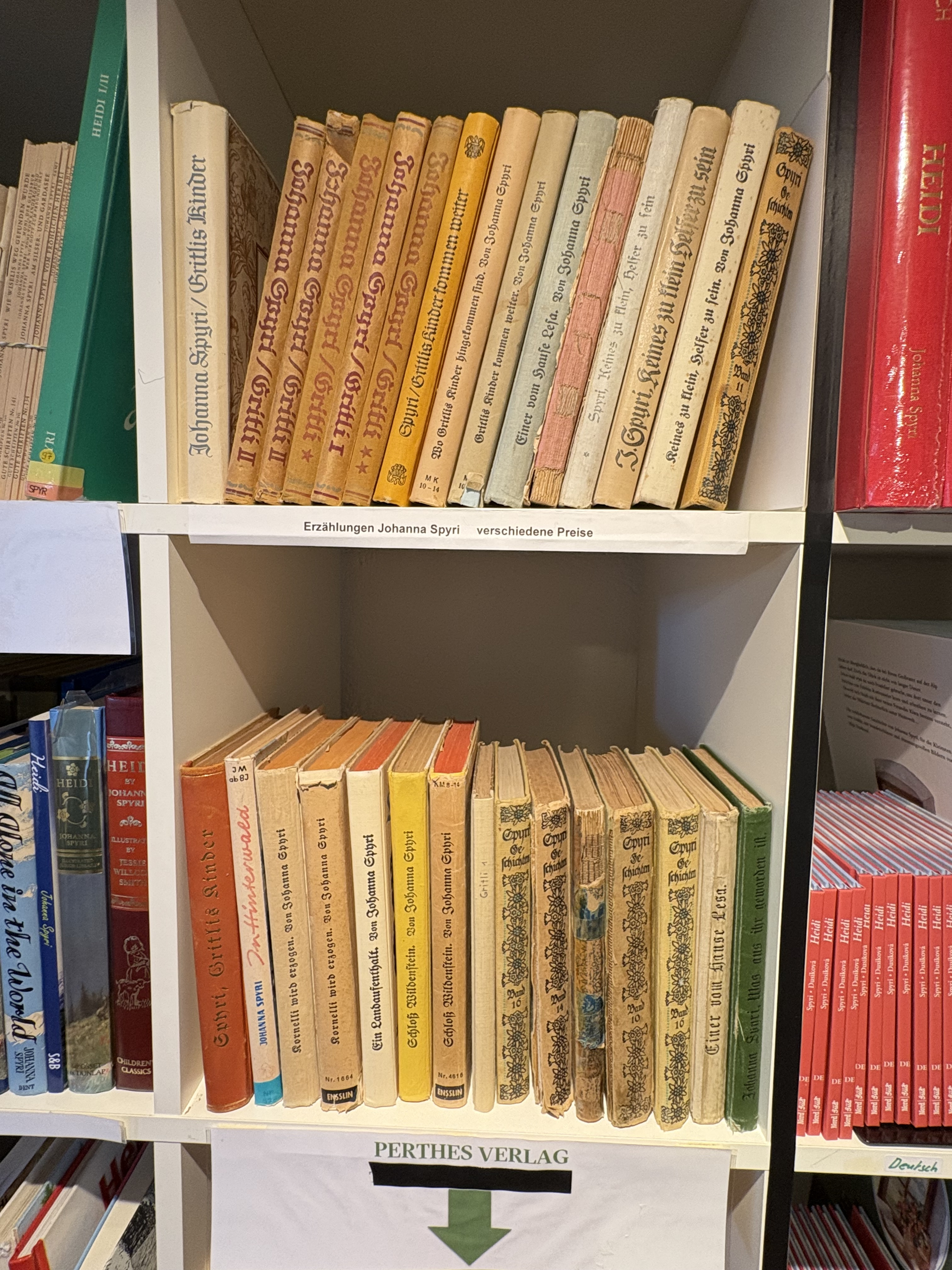
Büchergestell mit Spyris Büchern
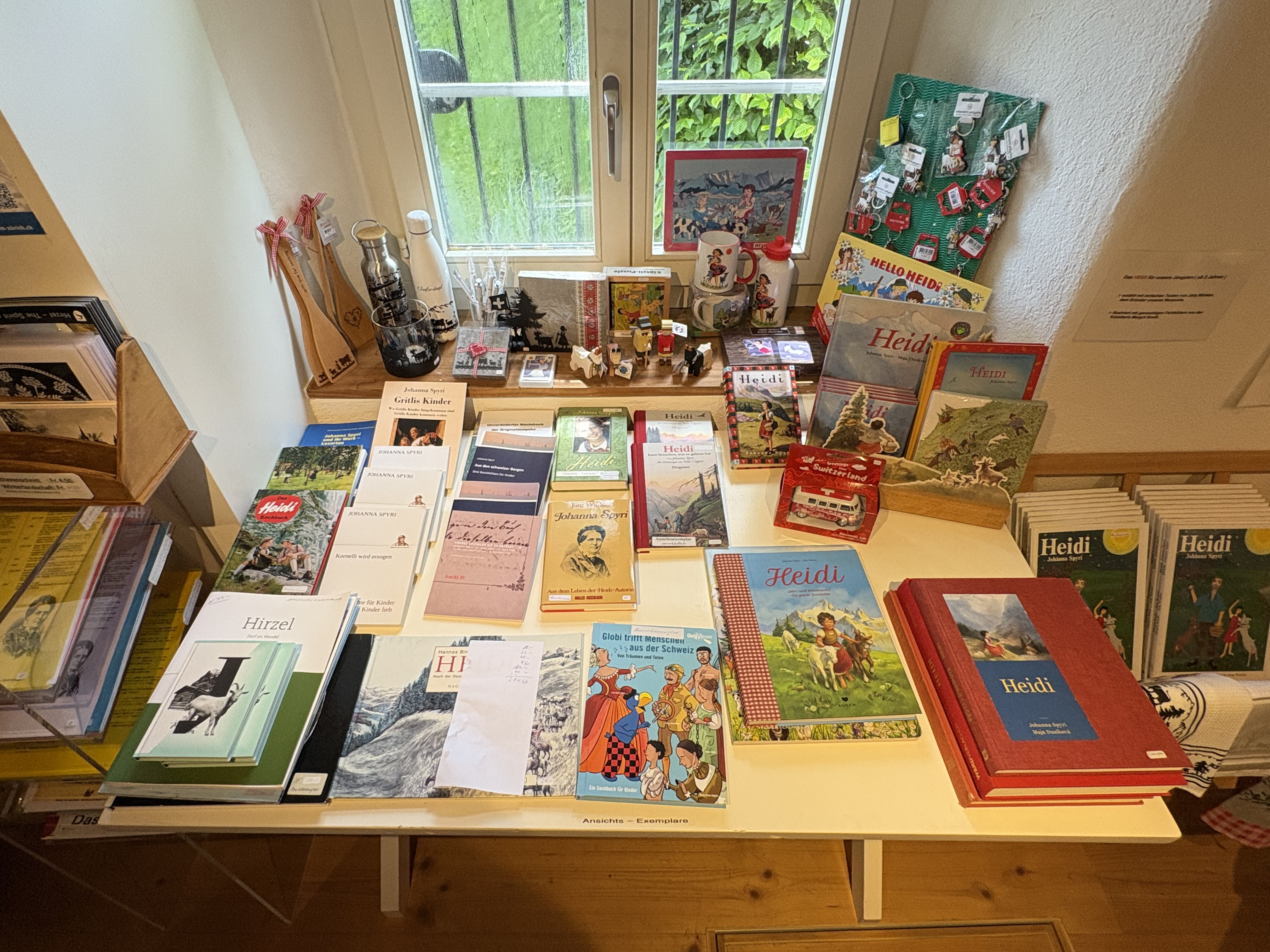
Heidi-Bücher
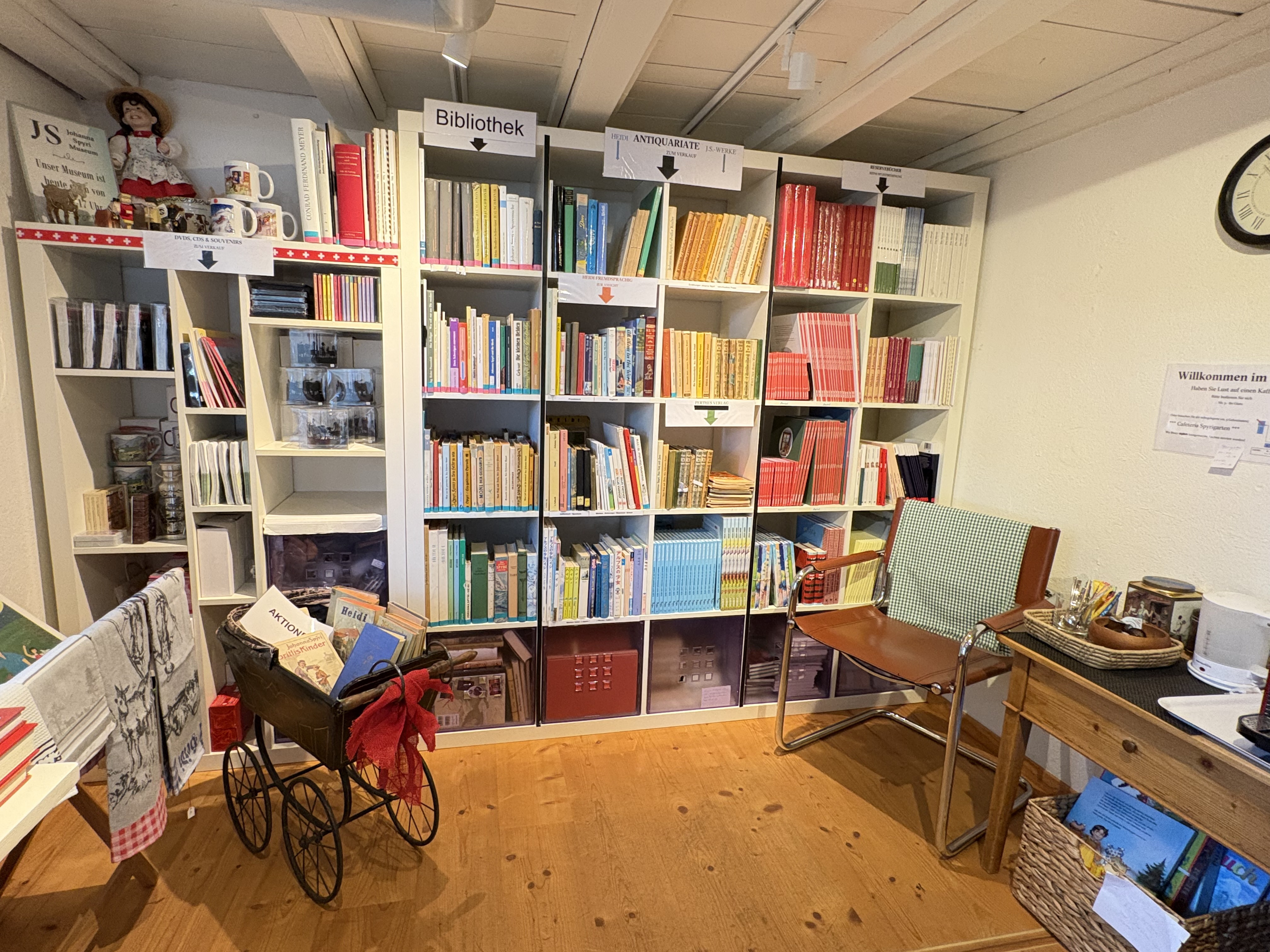
Bibliothek mit Heidi-Literatur

## Umgebung

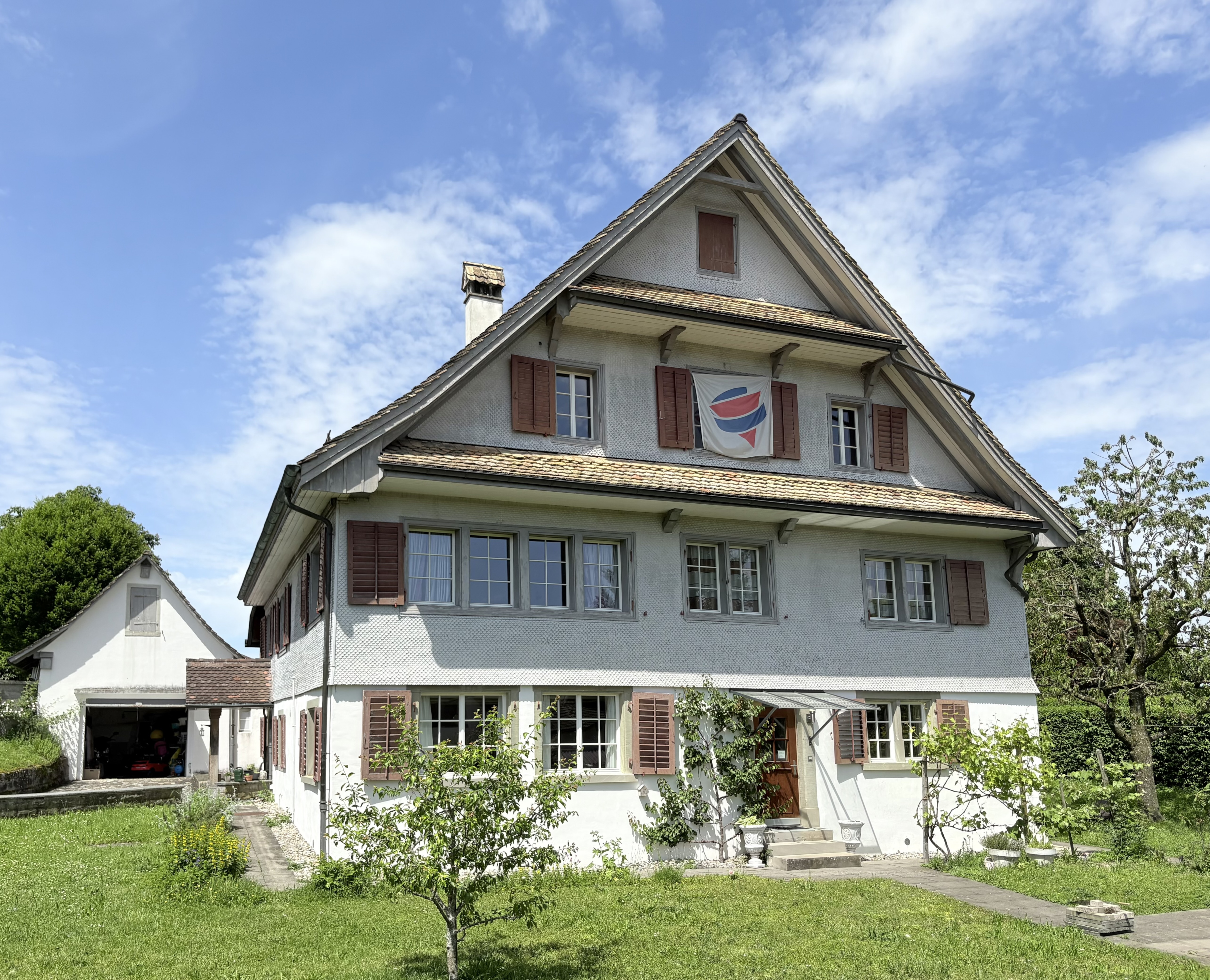
Geburtshaus von Spyris Mutter Meta Heusser

Die Umgebung, in der Johanna Spyri ihre Kinder- und Jugendzeit verbrachte, prägte ihr Wesen und Wirken entscheidend. In ihrem Erstlingswerk «Ein Blatt auf Vrony’s Grab» schrieb sie 1871: «Es steht ein altes Haus neben der kleinen weissen Kirche des Bergdorfes, wo ich reichlich zwanzig Jahre gelebt und mit offenen Augen die Herrlichkeit genossen habe, die Gott über dieses Fleckchen Erde ausgegossen hat.»
Schräg gegenüber des Museums steht das Geburtshaus von Spyris Mutter Meta Heusser.
Über eine kleine Strasse, die nach dem Beruf von Spyris Vater benannte «Toktergass», gelangt man zu ihrem Geburtshaus und etwas weiter oben zum Farenweidhölzli, dem sog. Spyri-Wäldchen. Neben einem Spielplatz ist im Wald auf einem Findling eine Gedenktafel für Johanna Spyri und ihre Mutter Meta Heusser angebracht.